# Bas Verwijlen
Bas Verwijlen (Oss, 1º ottobre 1983) è uno schermidore olandese, specializzato nella spada, vincitore di una medaglia di bronzo e una d'argento ai campionati mondiali di scherma.

## Palmarès
- Mondiali di scherma

Lipsia 2005: bronzo nella spada individuale.
Catania 2011: argento nella spada individuale.
- Europei di scherma

Sheffield 2011: argento nella spada individuale.